# Canada aux Jeux olympiques d'été de 2004
Le Canada fut représenté aux Jeux olympiques d'été de 2004 par le Comité olympique canadien (abrégé COC).

## Tableau des médailles
| Rang | Équipe | Or | Argent | Bronze | Total |
| ---- | ------ | -- | ------ | ------ | ----- |
| 21   | Canada | 3  | 6      | 3      | 12    |

## Médailles d'or
- Gymnastique   Exercice au sol hommes : Kyle Shewfelt, après un barrage avec le Roumain Marian Drăgulescu

Le Canada n'avait jamais remporté de médaille d'or en gymnastique artistique, et peu de gens pensaient que cela pouvait changer à Athènes.
- Canoë-kayak   Kayak 500 m hommes : Adam van Koeverden
- Piste de Cyclisme Lori-Ann Muenzer

## Médailles d'argent
- Aviron   Quatre de pointe hommes : Cameron Baerg, Thomas Herschmiller, Jake Wetzel et Barney Williams
- Plongeon   tremplin de 3 mètres : Alexandre Despatie
- Voile   Quillard 2 équipiers Star : Ross MacDonald, Mike Wolfs
- Vélo tout terrain Marie-Hélène Prémont
- Trampoline Karen Cockburn
- Lutte Tonya Verbeek

## Médailles de bronze
- Plongeon   Haut vol 10 m synchronisé femmes : Blythe Hartley et Émilie Heymans
- Canoë-kayak :
  - Kayak 1500 m femmes : Caroline Brunet
  - Kayak 1000 m hommes : Adam van Koeverden

## 4eplace
- Canoë-kayak   Kayak slalom monoplace hommes : David Ford
- Escrime   Épée par équipes femmes : Monique Kavelaars, Sherraine Mackay et Julie Lephoron
- Plongeon  Tour de 10 mètres : Alexandre Despatie

## 5eplace
- Judo   63 kg femmes : Marie-Hélène Chisholm
- Lutte  Femmes, moins de 72 kg : Christine Nordhagen
- Natation   Relais 4 × 200 m nage libre hommes : Brent Hayden, Brian Johns, Andrew Hurd, Rick Say
- Plongeon   Haut vol 10 m synchronisé hommes : Philippe Comtois et Alexandre Despatie

## 6eplace
- Gymnastique   Trampoline femmes : Heather Ross-McManus
- Natation :
  - 200 m brasse hommes : Mike Brown
  - 200 m nage libre hommes : Rick Say
- Tir   Fosse olympique femmes : Susan Nattrass

## 7eplace
- Cyclisme   500 m contre la montre femmes : Lori-Ann Muenzer
- Plongeon   Tremplin 3 m synchronisé femmes : Blythe Hartley et Émilie Heymans